# Kanpur Zoological Park
Koordinaten: 26° 30′ 11″ N, 80° 18′ 12″ O

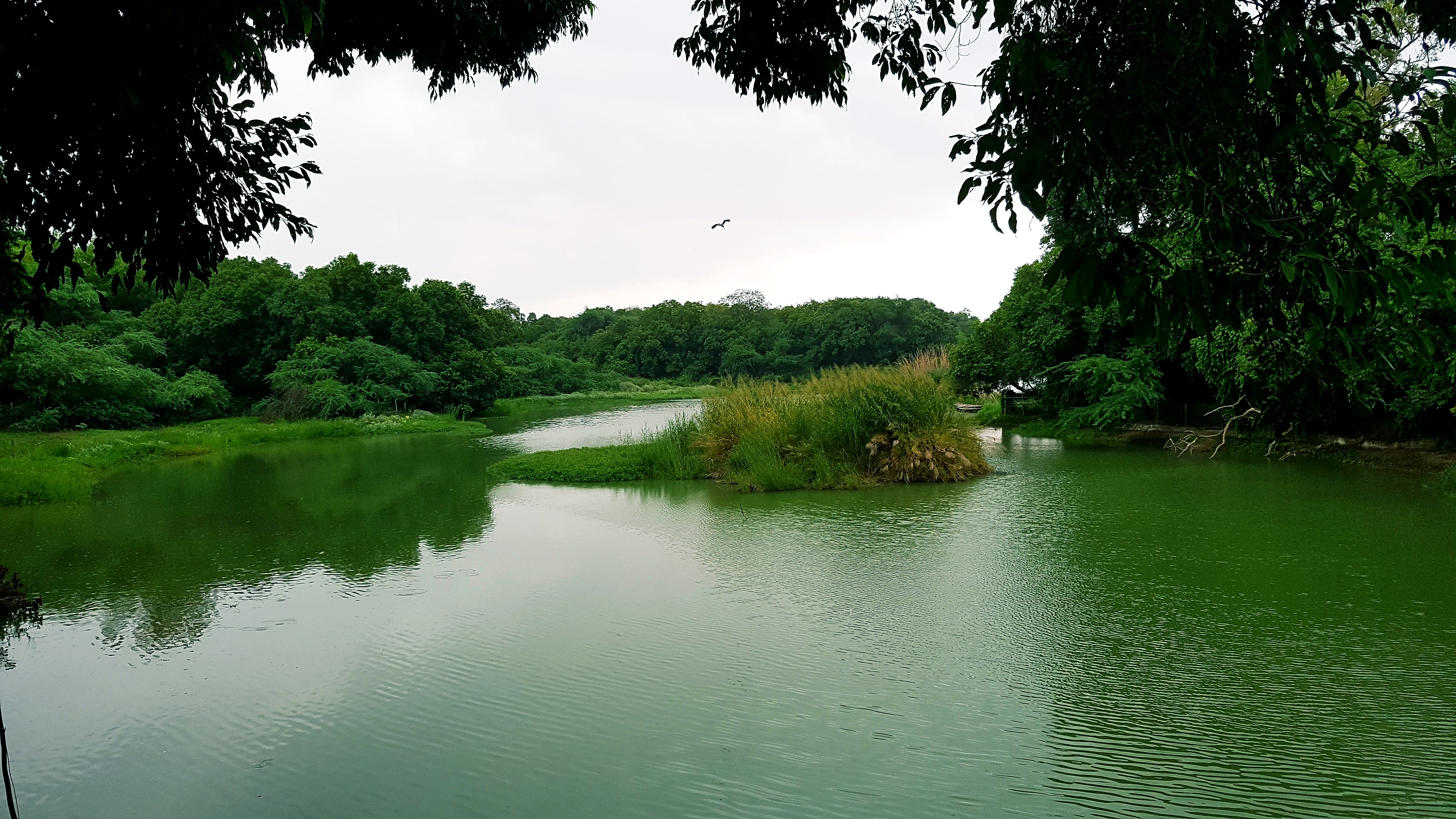
Panorama mit Zoo-See

Der Kanpur Zoological Park Hindi कानपुर प्राणी उद्यान, auch Allen Forest Zoo, ist ein Zoo im indischen Bundesstaat Uttar Pradesh, der etwa fünf Kilometer nordwestlich des Zentrums der Stadt Kanpur liegt.

## Geschichte
Der britische Industrielle George Burney Allen war Anfang des 20. Jahrhunderts Eigentümer eines ca. 77 Hektar großen Waldgebiets in der Nähe der Stadt Kanpur, das Allen-Wald genannt wurde. Das Gebiet wurde als Ruhesitz genutzt und diente außerdem britischen Industriellen als Jagdgebiet. Im Wald liegt ein 18 Hektar großer See, der nach starkem Regen zuweilen in den nahen Ganges überflutete. Dadurch konnten viele Fische und Schildkröten in den Ganges entkommen. Um dies zu verhindern, wurden Wehre installiert. Auf Betreiben von George Burney Allen und in Absprache mit dem damaligen Gouverneur wurde das gesamte Gelände von der lokalen Regierung übernommen. Die Bevölkerung fischte illegal im See und fügte auch dem Wald einigen Schaden zu. Um weitere Beschädigungen zu vermeiden, wurde beschlossen, das Gebiet in einen Zoo umzuwandeln. Mit dem Bau wurde im Jahr 1971 begonnen. Am 4. Februar 1974 wurde der Zoo mit einigen Tierhäusern und Freianlagen unter dem Namen Allen Forest Zoo der Öffentlichkeit zugänglich gemacht.

## Anlagen
Der Kanpur Zoological Park enthält tiergärtnerisch genutzte Flächen, einen Botanischen Garten und natürliche, unberührte Waldflächen. Diese Waldflächen bieten vielen Wildtieren einen freien Lebensraum, dazu zählen Axishirsche, Languren, Rhesusaffen, Schleichkatzen, Stachelschweine, Mungos, Eichhörnchen und viele mehr. Eine große Anzahl an Vogelarten bewohnt das Gelände ebenfalls. Der See wird als natürliche Wasserfläche gern als Tränke genutzt. Die Tierhäuser des Zoos enthalten geräumige Unterkünfte, die Freianlagen sind großzügig gestaltet, liegen meist weit auseinander und bieten einen Sichtschutz für andere Zootiere. Dadurch werden Störungen durch unverträgliche Arten vermieden.
Zu den Hauptausstellungsbereichen im Kanpur Zoological Park zählen außerdem ein Schmetterlingshaus, mehrere Freifluganlagen für Vögel, ein Nachttierhaus und ein Aquarium. Im Gelände sind auch lebensgroße Skulpturen von Dinosauriern aufgestellt. Da die einzelnen Anlagenbereiche aufgrund der Größe der Gesamtfläche teilweise weit auseinander liegen, wird den Besuchern die Fahrt mit einer Zooeisenbahn angeboten.

## Tierbestand
Im Kanpur Zoological Park werden schwerpunktmäßig Tiere der heimischen Fauna gezeigt. Der Zoo beteiligt sich ebenfalls an Ex-situ-Arterhaltungsprogrammen für mehrere seltene Tierarten, setzt sich insbesondere für die Erhaltung der Barasinghas (Rucervus) ein und wurde als Zentrum für deren Zucht ernannt (conservation breeding center). Im Durchschnitt werden vier Jungtiere der Art pro Jahr im Zoo geboren. Nachfolgende Bilder zeigen einige Tiere aus dem Bestand des Zoos.

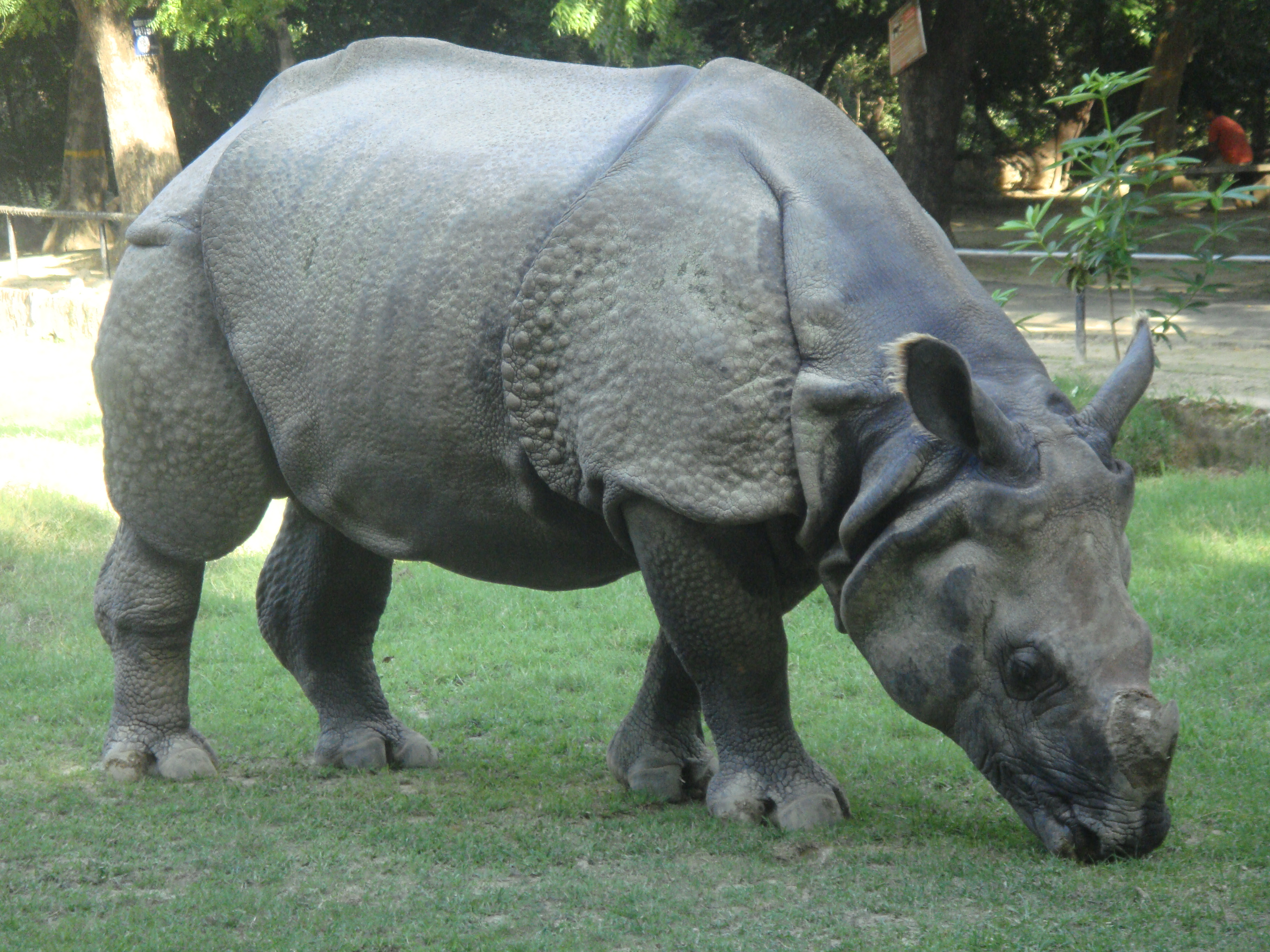
Panzernashorn (Rhinoceros unicornis)
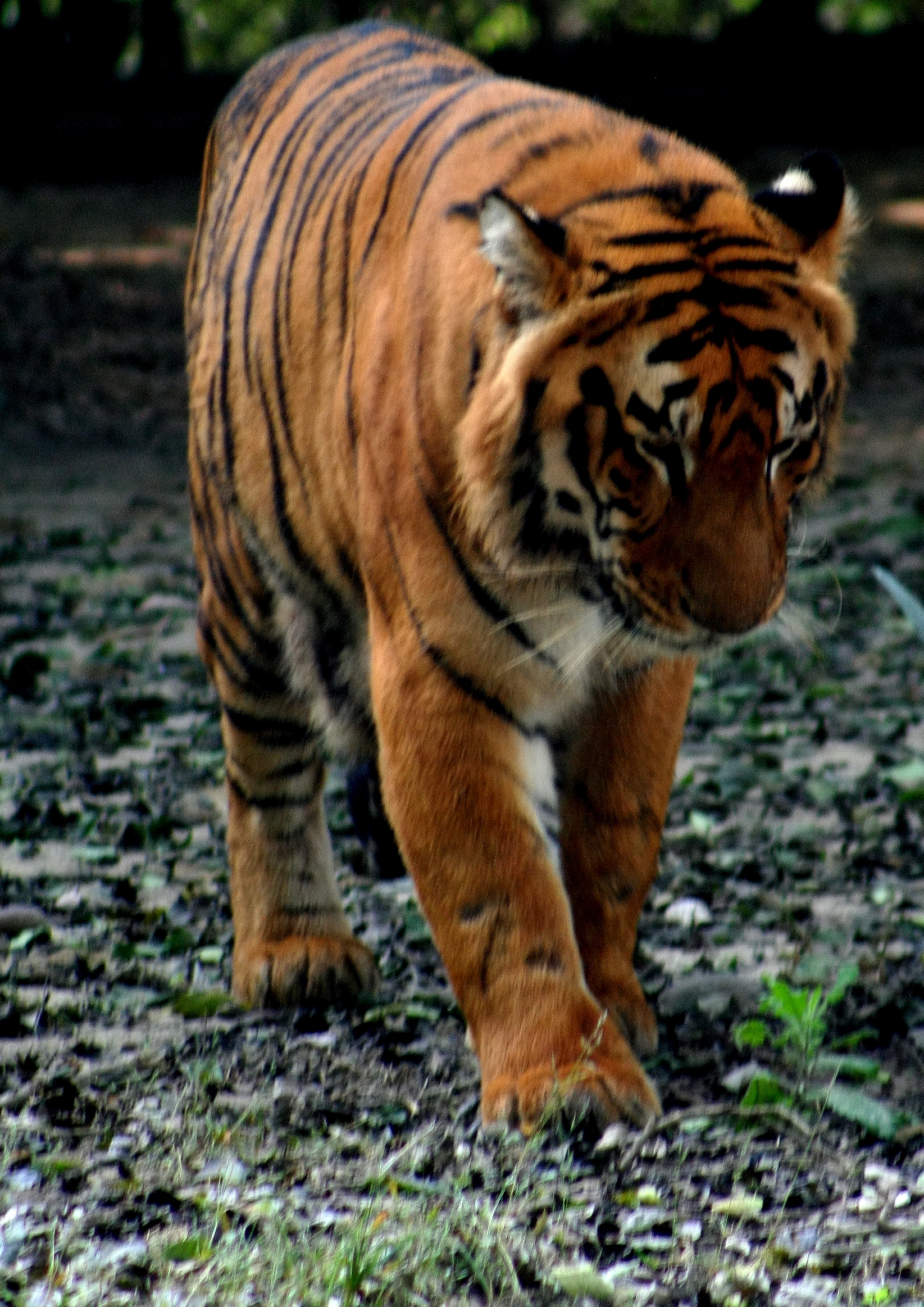
Königstiger (Panthera tigris)
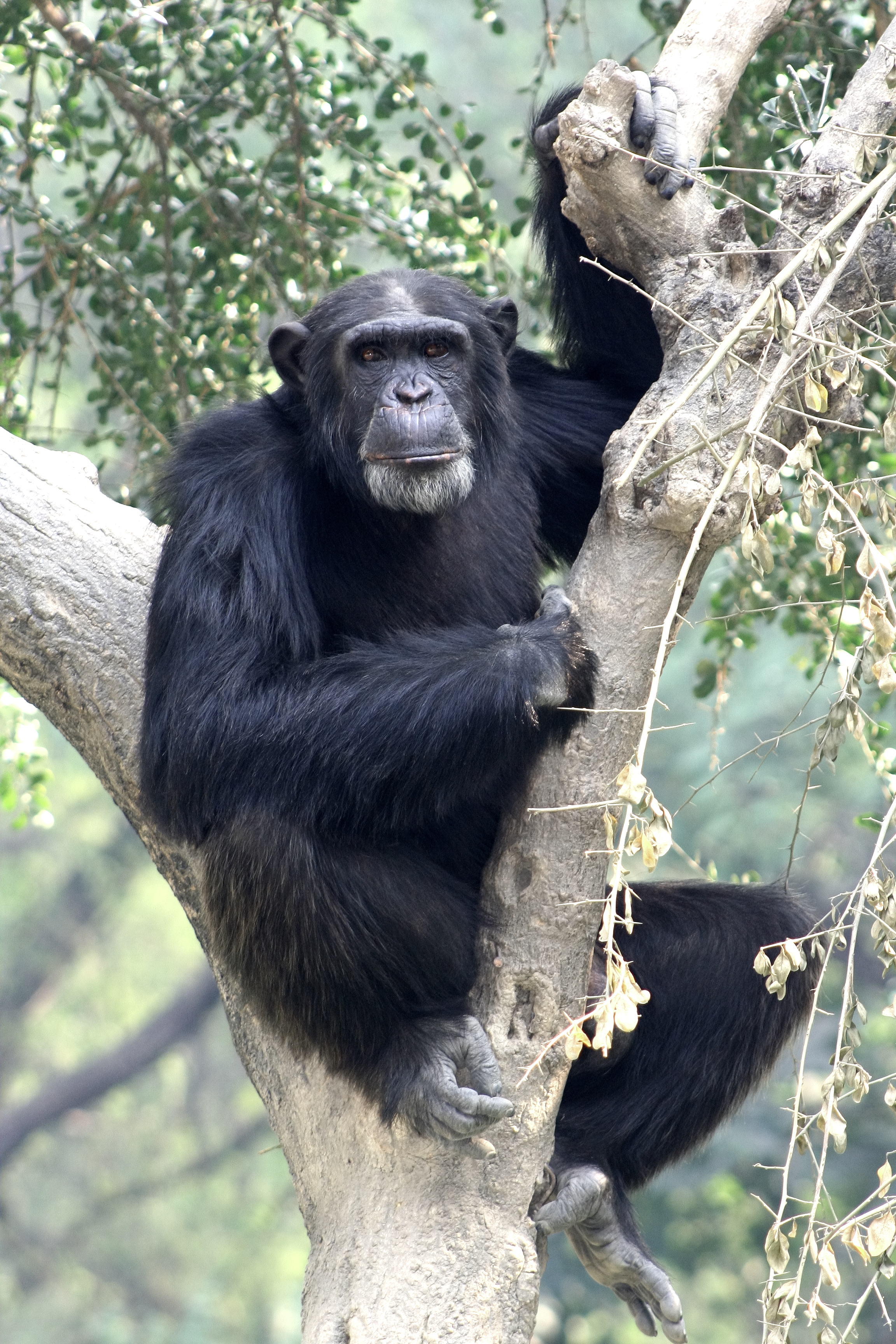
Schimpanse (Pan troglodytes)
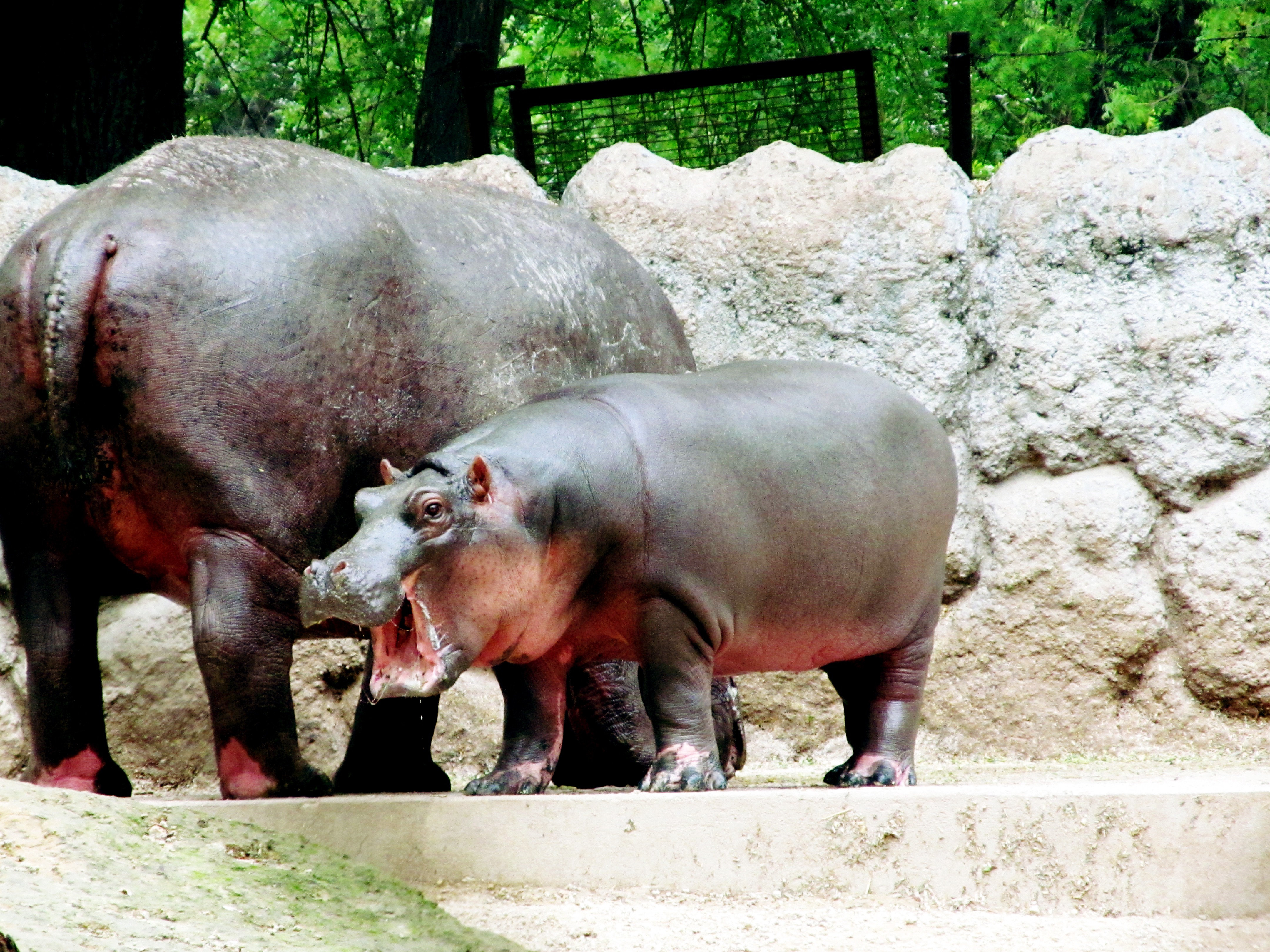
Flusspferde (Hippopotamus amphibius)